# 邵亦波
邵亦波 （1973年9月1日—），浙江慈溪人，曾創辦C2C平台易趣網，2017年投入一億美金作為慈善用途。

## 生平
邵亦波出生于上海。曾就读于华东师范大学第二附属中学，本科毕业于哈佛大学電機物理雙修，毕业后在美国波士顿咨询公司工作兩年，最終學歷為哈佛MBA。1999年回到中国与他在哈佛大学时的同学谭海音一起创办易趣网，2003年7月以2.25億美元賣出，獲利七千萬美元。2006年底又與王懷南一同創辦寶寶樹。

## 逸事
邵亦波中学时期以数学竞赛闻名，先后获得过十余次全国各类数学竞赛的特等奖和一等奖，被称为神童。

## 家庭
邵亦波的太太是台灣英文小魔女鮑佳欣，婚後育有兩女一子。